# Парламентские выборы в Бенине (2023)
XII парламентские выборы в Бенине прошли 8 января 2023 года, на которых были переизбраны все 109 депутатов Национальной Ассамблеи.
Выборы отличились тем, что на них не были допущены какие-либо оппозиционные партии, кроме Демократов, продолжив политические репрессии, из-за чего в Бенине продолжается политический кризис ввиду того, что парламент фактически контролируется ПС и РБ, обе которые подконтрольны действующему президенту.
На данные выборы были допущены 4 пропрезидентские и 3 оппозиционные партии, из которых две пропрезидентские получили первые и вторые места, а единственная оппозиционная, пройдя 10-процентный барьер, заняла последнее место среди прошедших в парламент партий.

## Политический контекст
В 2016 году на пост президента Бенина был избран независимый кандидат Патрис Талон, причём выборы на тот момент считались образцово демократическими, вызывая довольно неплохие надежды на будущее страны. Однако уже через три года, в 2019 году выборы, организованные оным, привели к политическому кризису, ибо из-за изменения избирательного кодекса под свои интересы, оппозиция не смогла победить выборы, и только две пропрезидентские партии смогли взять парламентское большинство.
Сразу после выборов, мировое сообщество, оппозиция и правозащитные организации, например Amnesty International, осудили новое законодательство и прошедшие выборы как авторитарный переворот, что подорвал демократическую репутацию страны на континенте. Особо сильную критику вызвало отключения интернета и социальных сетей во время выборов, а также арест оппозиции и журналистов перед выборами.
Как итог — явка на выборы попросту обрушились до 27%, ибо не просто оппозиционеры, но даже сторонники президента отказались посещать выборы, благодаря чему абсолютное большинство смогли занять проправительственные силы. После выборов начались массовые демонстрации и митинги, которые быстро перетекли в бои с полицией, и как итог привели к значимым материальным потерям и, как минимум, двум смертям. Как итог, полиция и армия с летальной силой брали штурмом баррикады и укрепления протестующих, из-за чего подтверждённо погиб как минимум один человек.
Как итог, ситуация привела к попытке диалога между правительством и оппозиции, которые, спустя полугода, привели к соглашению о выборах, включённые в новый вариант конституции. Так, партии больше не могли формировать избирательные блоки, и должны были выдвигать кандидатов в каждом избирательном округе, чтобы получить как можно больший охват электората. Таким образом, на муниципальных выборах 2020 года, где участвовало 546 округов, лишь пяти партиям удалось подтвердить свою поддержку, по сравнению с 34 партиями на тех же выборах 2015 года. Соглашение же наиболее значимо затронуло выборы 2023 года, в ходе которых число депутатов увеличилось до 109, избираемых на три года с президентскими выборами в апреле.

## Итоги выборов
| Состав Национальной Ассамблеи XII созыва | Состав Национальной Ассамблеи XII созыва | Состав Национальной Ассамблеи XII созыва | Состав Национальной Ассамблеи XII созыва | Состав Национальной Ассамблеи XII созыва |
| Партия                                   | Голосов                                  | %                                        | Мест                                     | Изменение                                |
| ---------------------------------------- | ---------------------------------------- | ---------------------------------------- | ---------------------------------------- | ---------------------------------------- |
| Прогрессивный союз                       | 930.714                                  | 37.56                                    | 53                                       | ▼6, -18.66%                              |
| Республиканский блок                     | 724.240                                  | 29.23                                    | 28                                       | ▼-8, -14.55%                             |
| Демократы                                | 598.560                                  | 24.16                                    | 28                                       | ▬ новая партия                           |
| Прочие партии                            | 224.394                                  | 9.06                                     | 0                                        | ▬ без изменений                          |
| Недействительные голоса                  | 80.538                                   | 3.15                                     | —                                        | ▬ без изменений                          |
| Общий результат                          | 2 558 446                                | 100                                      | 109                                      | ▲26                                      |

## Последующие события
Несмотря на провал оппозиции, ее прохождение в парламент имеет решающее значение для президентских выборов 2026 года. Так, кандидат в президенты должен будет собрать спонсорскую поддержку не менее 10% от общего числа 109 депутатов и 77 мэров страны, то есть скажем, 19 спонсоров, чтобы подтвердить свою кандидатуру для выборов.
Как итог выборов, пропрезиденсткие партии смогли занять первое и второе место на выборах, суммарно набрав 81 место, что позволит президенту спокойно отсидеть свой срок. Единственно оппозиционной партией в парламенте стали только новообразованные Демократы бывшего президента Бенина, занявшие 28 мест в парламенте.